# Philodendron multinervum
Philodendron multinervum är en kallaväxtart som beskrevs av George Sydney Bunting. Philodendron multinervum ingår i släktet Philodendron och familjen kallaväxter. Inga underarter finns listade.